# Bahnhof Wetter (Ruhr)
Der Bahnhof Wetter (Ruhr) ist ein ehemaliger Bahnhof und heutiger Haltepunkt im Zentrum der Stadt Wetter (Ruhr) in Nordrhein-Westfalen. Er wird von Regionalverkehrszügen und der S-Bahn Rhein-Ruhr bedient.

## Geschichte
Der Bahnhof liegt an der Bahnstrecke Elberfeld–Dortmund und wurde am 9. März 1849 als Durchgangsbahnhof von der Bergisch-Märkischen Eisenbahn-Gesellschaft eröffnet. 

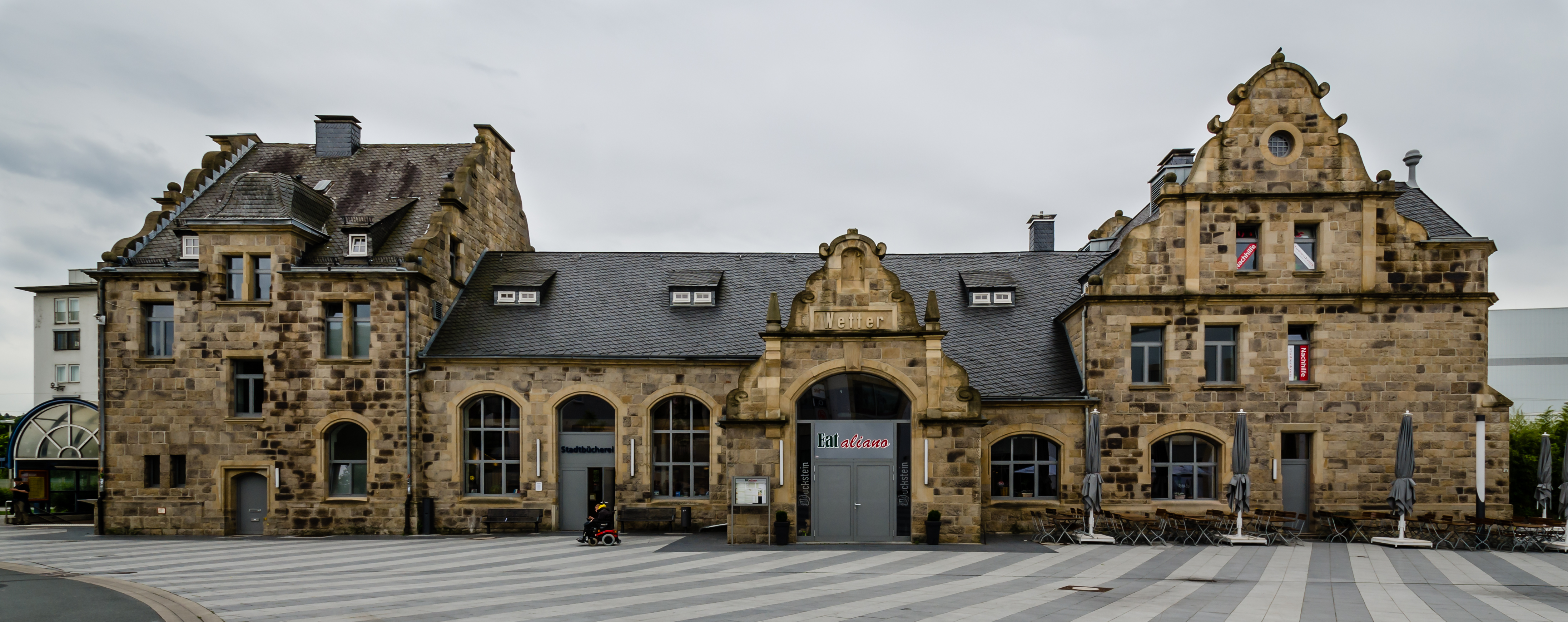
Empfangsgebäude von 1905

Das erste 1850 erbaute Bahnhofsgebäude wurde 1905 durch die Preußischen Staatseisenbahnen abgerissen und durch das noch heute existierende Gebäude ersetzt. 
Am 17. März 1920 fanden hier, im Rahmen des Ruhraufstands, Kämpfe zwischen Einheiten der Roten Ruhrarmee und einer Vorhut des Freikorps Lichtschlag statt, die sich als Anhänger des Kapp-Putsch zu erkennen gegeben hatten. Eine Gedenktafel erinnert an die Ereignisse. 
1988 wurde das historische Bahnhofsgebäude unter der Nummer 89 in die Baudenkmalliste von Wetter aufgenommen. Seither steht es unter Denkmalschutz.
1994 wurde der Bahnhof an das Netz der S-Bahn Rhein-Ruhr angeschlossen, die Nahverkehrslinie N33 ist im Gegenzug entfallen.
Heute wird das Bahnhofsgebäude nicht mehr von der Bahn genutzt. Stattdessen befindet sich hier seit 2007 die Stadtbücherei. Ein Gastronomiebetrieb folgte im Frühjahr 2008.

## Verkehrliche Bedeutung
Heute halten hier jeweils im Stundentakt die S5, der Ruhr-Lenne-Express und die Ruhr-Lenne-Bahn (alle von DB Regio NRW betrieben), sowie der von National Express betriebene Wupper-Express. Die Züge des Fernverkehrs und des Dortmund-Siegerland-Expresses (RE 34) fahren ohne Halt durch. Güterverkehr gibt es hier im Regelbetrieb keinen, da Güterzüge die Bahnstrecke auf der anderen Seite der Ruhr benutzen.
| Linie | Linienverlauf | Takt   | Betreiber        |
| ----- | --- | ------ | ---------------- |
| RE 4  | Wupper-Express: Aachen Hbf – Aachen Schanz – Aachen West – Herzogenrath – Kohlscheid (einzelne Züge) – Übach-Palenberg – Geilenkirchen – Lindern – Hückelhoven-Baal – Erkelenz – Rheydt Hbf – Mönchengladbach Hbf – Neuss Hbf – Düsseldorf-Bilk – Düsseldorf Hbf – Wuppertal-Vohwinkel – Wuppertal Hbf – Wuppertal-Barmen – Wuppertal-Oberbarmen – Schwelm – Ennepetal (Gevelsberg) – Hagen Hbf – Wetter (Ruhr) – Witten Hbf – Dortmund Hbf Stand: Fahrplanwechsel Dezember 2023 | 60 min | National Express |
| RE 16 | Ruhr-Lenne-Express: Essen Hbf – Wattenscheid – Bochum Hbf – Witten Hbf – Wetter (Ruhr) – Hagen Hbf – Hohenlimburg – Iserlohn-Letmathe – Letmathe-Dechenhöhle – Iserlohn Stand: Fahrplanwechsel Dezember 2023 | 60 min | VIAS             |
| RB 40 | Ruhr-Lenne-Bahn: Essen Hbf – Essen-Kray Süd – Wattenscheid – Bochum Hbf – Witten Hbf – Wetter (Ruhr) – Hagen-Vorhalle – Hagen Hbf Stand: Fahrplanwechsel Dezember 2021 | 60 min | DB Regio         |
| S 5   | Dortmund Hbf – Dortmund-Barop – Dortmund-Kruckel – Witten-Annen Nord – Witten Hbf – Wetter (Ruhr) – Hagen-Vorhalle – Hagen Hbf Stand: Fahrplanwechsel Dezember 2023 | 60 min | DB Regio         |

Der Bahnhof ist außerdem Busknotenpunkt und somit ein wichtiger Verknüpfungspunkt zwischen Schienen- und Stadtverkehr. Hier halten die Schnellbuslinie 38, außerdem die Stadtbuslinien 541, 553, 555, 585, 591, 592, 593 und 595. An der benachbarten Haltestelle Ruhrstraße, welche sich auf der Hinterseite des Bahnhofs befindet, halten zusätzlich die Buslinien 584 und 599.
| Linie | Linienverlauf | Taktfolge        |
| ----- | --- | ---------------- |
| SB38  | Hattingen Mitte – Burg Blankenstein – Haus Kemnade – Witten-Herbede – Witten Hbf – Witten-Bommern – Wetter-Wengern – Wetter Bf – Grundschöttel – Gevelsberg-Silschede – Gevelsberg Hbf – Milspe – Ennepetal Busbahnhof | 60 min           |
| 541   | Hagen-Bissingheim – Hagen-Stadtmitte – Hagen Hbf – Hagen-Vorhalle – Wetter Bf | 30 min           |
| 553   | Herdecke-Herrentisch – Herdecke Kirche (- Wetter, Harkortsee) – Wetter Bf – Wetter-Oberwengern – Wetter-Grundschöttel – Wetter-Volmarstein – Hagen-Westerbauer S                                                       | 60 min           |
| 555   | Herdecke-Herrentisch – Herdecke Kirche – Wetter Bf – Wetter-Oberwengern – Wetter-Grundschöttel – Wetter-Volmarstein – Hagen-Westerbauer S                                                                              | 60 min           |
| 584   | Haßlinghausen – Wetter-Volmarstein – Wetter-Grundschöttel – Wetter-Oberwengern – Wetter Bf/Ruhrstraße – Wetter, Harkortsee                                                                                             | einzelne Fahrten |
| 585   | Gevelsberg-Silschede – Wetter-Esborn – Wetter-Oberwengern – Wetter Bf | einzelne Fahrten |
| 591   | Hagen Hbf – Hagen-Vorhalle – Wetter-Volmarstein Bf – Wetter Bf | 60 min           |
| 592   | Witten Hbf – Witten-Rathaus – Witten-Bommern – Wetter-Wengern – Wetter-Oberwengern – Wetter Bf | 60 min           |
| 593   | Haßlinghausen – Wetter-Albringhausen – Wetter-Esborn – Wetter-Wengern – Wetter-Oberwengern – Wetter Bf → Wetter, Reuterstraße → Wetter Bf                                                                              | 60 min           |
| 595   | Wetter Bf – Ringlinie Alt-Wetter | 30 min           |
| 599   | Wetter-Albringhausen, Am Hax – Wetter-Esborn – Wetter-Oberwengern – Wetter Bf/Ruhrstraße – Wetter, Harkortsee | einzelne Fahrten |

Es gibt neben dem Bahnhof ein Parkhaus, das von Pendlern zum Park and ride genutzt wird.

## Bauliche Gegebenheiten
Aus betrieblicher Sicht handelt es sich heute um einen Haltepunkt, sämtliche Weichen und Abstell- und Ladegleise wurden entfernt. Zwischen den beiden Gleisen befindet sich ein Mittelbahnsteig, der über eine Treppe und barrierefrei über Rampen erreicht werden kann.

## Ausblick
Das S-Bahnzielnetz 2015 sah ursprünglich vor, in Fahrtrichtung Witten hinter dem Haltepunkt Wetter (Ruhr) eine Ausfädelung zu bauen, um die S-Bahnen von hier aus auf die andere Ruhrseite fahren zu lassen, wo sie auf dem Weg zum Wittener Hauptbahnhof die reaktivierten Haltepunkte Wetter-Wengern Ost und Witten-Bommern Höhe bedienen sollten. Wetter (Ruhr) würde damit zum Knotenbahnhof werden. Nach dem Amtsantritt von Oliver Wittke als Verkehrsminister wurden 2005 sämtliche Zielvereinbarungen gekippt und einer Neubewertung unterzogen. Die notwendige neue Ruhrbrücke wurde abgelehnt, so dass die S-Bahn ihren Lauf auch weiterhin nicht ändern wird.